# 蔡貴妃 (宋孝宗)
蔡貴妃（？—1185年），南宋皇帝宋孝宗的妃嫔，姓蔡氏。

## 生平
蔡氏刚刚入宫，为红霞帔（宋朝宫人位号），转任为和义郡夫人，最后晋升为婉容。淳熙十年（1183年）冬，晋升为贵妃。淳熙十二年（1185年）秋，蔡貴妃薨逝。他的父亲蔡滂，官至宜春观察使。

## 延伸阅读
[在维基数据编辑]
 《宋史·卷243》，出自脱脱《宋史》